# Takao Doi
Takao Doi (jap. 土井 隆雄, Doi Takao; * 18. September 1954 in Landkreis Süd-Tama (heute Stadt Machida), Präfektur Tokio, Japan) ist ein ehemaliger japanischer Astronaut. Er war der erste Japaner, der einen Außenbordeinsatz unternahm.
Takao Doi erhielt 1978 von der Universität Tokio einen Bachelor in Luftfahrttechnik, 1980 einen Master in Ingenieurwesen und promovierte 1983 in Luft- und Raumfahrttechnik. Außerdem promovierte er 2004 an der Rice University über Astronomie.
Von Doi stammen über 40 Veröffentlichungen aus den Bereichen chemische und elektrische Antriebssysteme, Flüssigkeitsdynamik, Schwerelosigkeitswissenschaften sowie Astronomie.
Takao Doi studierte Raumfahrt-Antriebssysteme als Forschungsstudent im Institute of Space and Astronautical Science in Japan von 1983 bis 1985. Er arbeitete 1985 für das Lewis Research Center der NASA als Forschungsmitglied des National Research Council.
Doi trat 1985 der japanischen Raumfahrtagentur NASDA (National Space Development Agency) bei und hat seitdem im japanischen bemannten Raumfahrtprogramm gearbeitet. Von 1987 bis 1988 betrieb er Forschungen im Bereich der Flüssigkeitsdynamik in Schwerelosigkeit an der University of Colorado und 1989 als Gast-Wissenschaftler am National Aerospace Laboratory in Japan. 

## Astronautentätigkeit
1992 war er Ersatz-Nutzlastspezialist für die japanische Spacelab-Mission STS-47. 1994 arbeitete er als Projektwissenschaftler an der International-Microgravity-Laboratory-2-Mission STS-65.

### STS-87
Am 19. November 1997 startete Doi mit der Raumfähre Columbia als Missionsspezialist zum ersten Mal ins All. STS-87 war ein Spacelab-Flug, der die Bezeichnung „United States Microgravity Payload 4“ trug. Dabei führte Doi mit dem Missionsspezialisten Winston Scott zwei Weltraumausstiege (EVAs) durch. Bei der ersten EVA fingen sie den zu Beginn des Fluges ausgesetzten Forschungssatelliten SPARTAN ein, der in ein unkontrolliertes Taumeln geraten war. Außerdem erprobte man erstmals die sogenannte AERCam, eine etwa 40 Zentimeter große Kugel, die mit einem Lageregelungs- und einem Kamerasystem ausgestattet, schwer zugängliche Strukturen erkunden kann. Scott ließ ihn aus der Nutzlastbucht schweben und der Pilot Steven Lindsey kontrollierte AERCam mittels Fernbedienung vom Cockpit aus. Am 5. Dezember landete das Space Shuttle am Kennedy Space Center.

### STS-123
Doi war Missionsspezialist auf dem STS-123-Flug, der im März 2008 das erste Teilstück des japanischen Kibō-Moduls und die kanadische Roboterhand Dextre zur Internationalen Raumstation brachte.

## Weitere Karriere
Im September 2009 begann Doi bei der UN-Agentur Büro der Vereinten Nationen für Weltraumfragen (UNOOSA) zu arbeiten.

## Privates
Doi ist mit Hitomi Abe verheiratet.